# Aaptos niger
Aaptos niger là một loài động vật thân lỗ thuộc họ Suberitidae. Loài này được mô tả năm 1981.